# Новий Місяць

1 = молодик

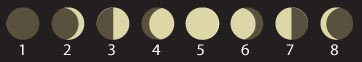
1 = молодик

Новий Місяць, молоди́к, іноді новомісяччя — фаза Місяця, за якої екліптичні довготи Сонця і Місяця збігаються. Тобто, Сонце, Місяць і Земля знаходяться приблизно на одній прямій, причому Місяць розташований між Землею і Сонцем. Якщо вони розташовані точно на одній прямій, настає сонячне затемнення. «Молодиком» також називають першу чверть, коли диск Місяця починає рости.
Під час молодика Місяць не видно, однак через кілька годин після або до молодика (темний Місяць) при дуже ясній атмосфері іноді все-таки можна помітити диск, слабко освітлений відбитим від Землі світлом (попелясте світло Місяця).
Слід зазначити, що Місяць під час молодика ніколи не буде на тлі нічного неба. Через кілька діб (не більше трьох) з'являється серп нового Місяця (неоменія).
Інтервал між молодиками становить в середньому 29,530589 діб (синодичний місяць).

## Молодик та календарі
- Після молодика починаються єврейський Новий рік та китайський (японський, корейський, в'єтнамський) Новий рік  60-річного циклу.